# مجمع‌الخواص
مجمع‌الخواص از یادنامه‌های شاعران است.
تذکره ادبی مجمع‌الخواص را صادقی‌بیک افشار، نگارگر برجسته عهد صفوی، در سال ۱۰۱۶ ق به زبان ترکی نگاشت و در سال ۱۳۲۷ دکتر عبدالرسول خیام‌پور، استاد دانشگاه تبریز، آن را تصحیح و به فارسی ترجمه و منتشر کرد. 
این تذکره اطلاعاتی در باب وضعیت ادبی حاکم بر گروه‌های اجتماعی ترک و تاجیک ایران آن روزگار ارائه می‌دهد. هم‌چنین رونق ادبیات و هنر در نزد شاهان، شاهزادگان، و ارکان حکومت صفوی و برخی از سلاطین و شاهان عثمانی و گورکانی و خان‌های ازبک در آیینه مجمع الخواص مشاهده می‌شود.
صادقی بیگ در تبریز به دنیا آمد و هنر نگارگری را در نزد استادان این هنر آموخت. جریان حوادث سیاسی موجب حضور او در تختگاه‌های قزوین و اصفهان شد، ازاین رو با بسیاری از اعاظم سبک تبریز، قزوین، و اصفهان ارتباط یافت و نام و سرگذشت برخی از آنان را به سبب طبع شعریشان در مجمع الخواص گرد آورد.